# Ruprecht Horst von Butler

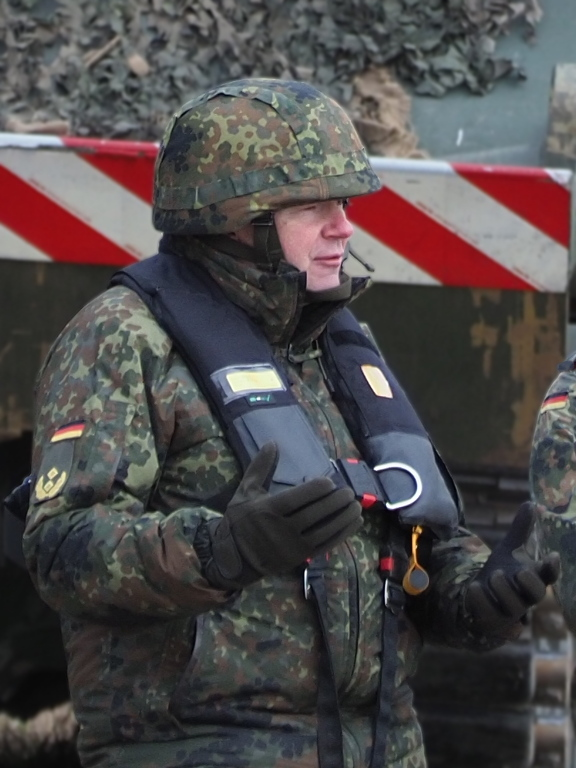
Ruprecht Horst von Butler, 2022

Ruprecht Horst Dietrich Eberhard von Butler (* 27. April 1967 in Coburg) ist ein Generalmajor des Heeres der Bundeswehr und seit September 2024 Kommandeur des Joint Warfare Centre im norwegischen Stavanger.

## Militärische Laufbahn

### Ausbildung und erste Verwendungen
Ruprecht von Butler trat 1986 als Reserveoffizier-Anwärter in Ebern in das Panzeraufklärungsbataillon 12 ein. Von 1988 bis 1989 studierte er kurzzeitig an der Friedrich-Alexander-Universität Erlangen-Nürnberg, ließ sich im Oktober 1989 jedoch wieder in die Bundeswehr einstellen und wurde Zugführer in Ebern. Von 1991 bis 1995 studierte er an der Universität der Bundeswehr Hamburg und schloss das Studium als Diplom-Wirtschaftsingenieur ab. Noch im gleichen Jahr wurde er als Informationstechnikoffizier (S6) zum Panzeraufklärungsbataillon 13 nach Gotha versetzt. Von April 1995 bis Januar 1997 war von Butler Kompaniechef der 2. Kompanie im Panzeraufklärungsbataillon 14 in Beelitz und von 1997 bis 1999 Adjutant des Kommandierenden Generals des IV. Korps in Potsdam.

### Dienst als Stabsoffizier
Von 1999 bis 2001 absolvierte er den 42. Generalstabslehrgang Heer an der Führungsakademie der Bundeswehr in Hamburg, wo er zum Offizier im Generalstabsdienst ausgebildet wurde. Von 2001 bis 2002 war er als Abteilungsleiter G3 (Planung/ Operationsführung / Ausbildung) und Ausbildung und als Chef des Stabes in der Luftmechanisierten Brigade 1 in Fritzlar eingesetzt. 2002 bis 2003 befand von Butler sich im Auslandseinsatz im Rahmen der International Security Assistance Force (ISAF) in Kabul, wo er ebenfalls den Bereich Planung und Operationsführung (J3) der Kabul Multinational Brigade verantwortete. 2003 bis 2004 absolvierte er den britischen Generalstabslehrgang am Joint Services Command and Staff College in Watchfield und war im Anschluss bis März 2007 als Personalführer im Personalamt der Bundeswehr in Köln eingesetzt. Danach erfolgte die Ernennung zum Bataillonskommandeur des Panzeraufklärungsbataillons 13 (unter seinem Kommando zum Aufklärungsbataillon 13 umgegliedert) erneut in Gotha. 2009 war von Butler wiederum in Afghanistan, als Chef des Stabes des Provincial Reconstruction Team Feyzabad. Von 2009 bis 2011 war Ruprecht von Butler Referent im Planungsstab des Bundesministers der Verteidigung in Berlin, 2011 bis 2013 war er Einsatzgruppenleiter Afghanistan im Einsatzführungskommando der Bundeswehr in Potsdam und von 2013 bis 2014 Referatsleiter P II 2 (Einzelpersonalführung und -entwicklung der Offiziere der Bundeswehr auf B-bewerteten Dienstposten) in der Abteilung Personal im Bundesministerium der Verteidigung in Bonn.

### Dienst als General
Von Dezember 2014 bis April 2018 war von Butler Kommandeur der Panzergrenadierbrigade 37 in Frankenberg/Sachsen. Auf diesem Dienstposten erhielt er auch die Ernennung zum Brigadegeneral. Ab Februar 2018 war von Butler kurzzeitig Abteilungsleiter J3/J5 im Einsatzführungskommando der Bundeswehr in Potsdam, bevor er schon im Mai 2018 als Unterabteilungsleiter Führung Streitkräfte I ins Bundesministerium der Verteidigung wechselte. Am 25. März 2021 übernahm er von Generalmajor Harald Gante das Kommando über die 10. Panzerdivision in Veitshöchheim. Im Juli 2021 wurde er zum Generalmajor befördert. Im September 2024 übernahm der das Kommando des Joint Warfare Centre in Stavanger. Auf seinem Dienstposten in Veitshöchheim folgte Generalmajor Jörg See.

## Privates
Ruprecht Horst von Butler ist verheiratet und hat fünf Kinder. Er stammt aus dem fränkischen Adelsgeschlecht der Buttlars und ist der Sohn von Ruprecht von Butler, Generalmajor a. D., Neffe von Peter von Butler, Generalleutnant a. D. und der jüngere Bruder von Carl-Hubertus von Butler, Generalleutnant a. D.